# Roland Zöffel
Roland Zöffel, né le 17 août 1938 à Sankt Margrethen (Saint-Gall), est un coureur cycliste suisse, professionnel de 1962 à 1967.

## Palmarès sur route
- 1961
  - 9e étape du Tour de Tunisie
- 1962
  - 3eb étape du Trophée Nice-Matin (contre-la-montre)
- 1964
  - 5ea étape du Tour de Sardaigne
- 1965
  - 2e du Championnat de Zurich

## Résultats sur les grands tours

### Tour de France
1 participation
- 1965 : abandon (15e étape)

### Tour d'Italie
1 participation
- 1963 : abandon

## Palmarès sur piste
- 1961
  - 2e du championnat de Suisse de poursuite amateurs
- 1962
  -  Champion de Suisse de poursuite amateurs
- 1963
  -  Champion de Suisse de poursuite
- 1964
  -  Champion de Suisse de poursuite
- 1966
  - 3e du championnat de Suisse de poursuite